# Joseph Ramey de Sugny
Pour les articles homonymes, voir Ramey de Sugny.
Marie Gabriel Joseph de Ramey, comte de Sugny, né à Paris le 15 février 1856 où il est mort le 17 août 1928, est un contre-amiral français.

## Biographie
Il est le neveu de Francisque-Joseph Ramey de Sugny et le petit-fils de Charles Le Bègue de Germiny. Il épousa la fille du comte Léon de Montaigne de Poncins, puis de Léopold Renouard.
Élève au Prytanée militaire et à l'École navale, il est nommé aspirant de 2e classe en août 1875 et embarque sur la frégate Renomée. Aspirant de 1er classe en 1876, il est attaché à la majorité sur le croiseur Thémis (division navale de l'Atlantique Sud).
Promu enseigne de vaisseau en janvier 1879, il est nommé adjoint aux montres du port de Brest.
Il est chargé en second de l'instruction des aspirants sur la frégate-école la Résolue et collabore à la rédaction du Carnet de l'officier de marine. Il est envoyé au Dépôt des cartes et plans de la Marine pour y rédiger ses travaux.
Lieutenant de vaisseau en mars 1884, il sert sur le croiseur Infernet dans la division navale de l'Atlantique comme adjudant de division sous les ordres du capitaine de vaisseau de Cuverville. Il recueille des informations dans le domaine de l'astronomie et de l'hydrographie. Il passe officier de manœuvre et officier des montres sur le croiseur Clorinde (division navale de Terre-Neuve), puis il suivra le capitaine de vaisseau Humann sur le croiseur La Clochetterie en 1888. Ses travaux hydrographiques lui valurent d'être attaché au Service hydrographique.
Officier d'ordonnance du ministre de la marine en février 1889 et attaché à la 2e section de l'État-major général de la Marine, il représente le ministre au Congrès international de météorologie qui se tient à Paris à l'occasion de l'Exposition universelle.
En 1891, il est nommé au commandement de l'aviso Actif, puis de l'aviso torpilleur Couleuvrine (station locale d'Algérie).
Il est nommé aide de camp de l'amiral Sallandrouze de Lamornaix sur le croiseur Naïade.
Attaché à la 1re section de l'État-major général, il passe aide de camp du Chef d'état-major de la marine, l'amiral Edgar Humann, puis l'amiral amiral Sallandrouze de Lamornaix, et passa capitaine de frégate en 1896.
Il est nommé second de l'École de canonnage au port militaire de Toulon. Il est chargé des essais du Mytho.
Nommé commandant du croiseur cuirassé D'Estrées en mars 1900.
Attaché naval à Berlin en novembre 1901, il tient de très bons rapports avec les services maritimes et d'excellentes relations avec l'Empereur Guillaume II d'Allemagne, et conserva son poste jusqu'en mars 1906. Il est promu capitaine de vaisseau en juin 1903.
Il prend successivement le commandement du croiseur cuirassé Léon-Gambetta dans l'escadre du Nord en avril 1906, du croiseur cuirassé Jeanne d'Arc dans l'escadre de la Méditerranée en février 1907, avec lequel il prit part à la campagne du Maroc, du croiseur cuirassé Gloire en avril 1908, puis du cuirassé Suffren en janvier 1909.
Promu contre-amiral en mai 1911, il est nommé major général de la Marine à Toulon, chef d'état-major du 5e arrondissement maritime et commandant du front de mer à Toulon.
Il prend le commandement de la 2e division de la 3e escadre de la 1e armée navale en décembre 1911. Il prend le commandement de la 1e armée navale et les patrouilles de l'Adriatique au début de la guerre.
En 1915, il intègre le Comité technique, la Commission supérieure de l'établissement des invalides de la Marine et de la Commission chargé d'élaborer le règlement d'administration publique relatif aux emplois à réserver aux mutilés de la guerre. Il est admis dans la 2e section du cadre de l'État-major général de l'armée navale en mars 1916.

## Publications
- « Éléments de météorologique nautique » (1890)
- « Instructions nautiques sur la côte septentrionale du Maroc et la côte d'Algérie, d'après les anciennes instructions nautiques sur le Maroc et l'Algérie » (1893)